# Milan Pavić
Milan Pavić (Daruvar, 31. siječnja 1914. – Zagreb, 1986.), hrvatski fotograf.
U rodnom gradu završava osnovnu školu. Nakon naukovanja završava gimnaziju radeći kao službenik u gradskoj upravi. 1934. upoznaje Franju Fuisa, novinara u zagrebačkim "Novostima" koji mu nudi suradnju i objavljue prvi njegov članak. Do prvog fotoaparata došao je skupljajući preplatu za časopis "Panoramu". 1937. osniva foto klub u Daruvaru, a te godine objavljena mu je i prva fotografija u časopisu "Sad i nekad". 1942. dolazi u Zagreb gdje je bio nekoliko puta uhićen, a pred kraj rata snima dramatične scene raspada NDH, a te fotografije će prikazati prvi puta tek 40 godina kasnije. 
S Tošom Dabcem, Marijanom Szabom i Mladenom Grčevićem obnavlja tzv. "Zagrebačku školu". Tijekom života mnoge njegove fotografije objavljivanje su u brojnim časopisima u zemlji i svijetu, a neke čak bile i žrtve plagijatora. Svojim fotoaparatom zabilježio je brojne trenutke iz naše povijesti i gotovo da nema značajnije ličnosti i događaja koji je prošao kraj njega, a da ga Milan Pavić nije snimio.
Foto Film klub Daruvar po njemu je nazvao svoju galeriju obilježavanjem 70. godišnjice postojanja foto kluba. Svečano je otvorena 15. prosinca 2007. u Daruvaru, u prisustvu mnogih uzvanika i predstavnika Foto saveza Hrvatske.
Hrvatski likovni kritičar Josip Depolo napisao je monografiju o Milanu Paviću.

## Vanjske poveznice
- Milan Pavić Hrvatska tehnička enciklopedija, portal hrvatske tehničke baštine. LZMK